# ディフ・クイック染色
ディフ・クイック染色（Diff-Quik stain™）は染色法のひとつで、血球形態検査に汎用されるメイ・ギムザ染色の迅速簡易法である。全染色工程が1分前後と迅速性に秀でているため穿刺吸引細胞診や術中捺印細胞診の際に威力を発揮する。パパニコロウ染色が湿式固定（95%エタノールに浸漬）であるのに対して、ディフ・クイック染色はスメア標本を風乾してから染色直前に短時間固定する点が根本的に異なる。したがって患者から検体を採取する段階で、ディフ・クイック染色とパパニコロウ染色に用いるスライドグラスをそれぞれ用意する必要がある。
迅速性だけでなくギムザ染色の特性である繊細な核内構造の観察に優れ、乾燥標本のため核の大小不同や核形不整などが明瞭に観察される。またメタクロマジア反応による酸性ムコ多糖の可視化や血球観察も可能である。乳腺、甲状腺、唾液腺の腫瘍性病変の診断には、パパニコロウ染色に勝るとも劣らない検査結果が得られる。日本ではパパニコロウ染色のみを細胞診に用いる場合が多いが、欧米では積極的にメイ・ギムザ染色が細胞診で利用されている。

## ディフ・クイック染色の工程
固定液と染色液（I、II）をパッケージにした染色キットがDade Behring社（Dade Behring ））で販売されており、日本での代理店を通じて入手可能である（国際試薬株式会社Sysmex ）。染色の工程は以下の通りで、すべて浸漬法で行う。
スライドクラスにスメアや捺印を行ったのち、十分にドライヤーなどの冷風で風乾することが良い染色結果を得るために重要である。
1. 固定液に10秒間浸漬。余分な固定液をペーパーで吸い取る。
2. 染色液Iに20秒前後浸漬。余分な染色定液をペーパーで吸い取る。
3. 染色液IIに20秒前後浸漬。余分な染色定液をペーパーで吸い取る。
4. 軽く精製水に浸し、余分な染色液を落とし風乾する。
5. そのまま顕微鏡で観察。

染色時間はあくまで目安であり、検体の種類、染色標本の出来上がりを観察しながら適宜調節することが肝要である。血液標本と同様に必ずしもカバーグラスで被覆する必要はない。検査が終わった時点でカバーグラスを載せ保存する。

## ベッドサイドでの穿刺吸引細胞診への応用
甲状腺、乳腺、唾液腺、腎臓、肝臓など実質臓器の病変に対する穿刺吸引細胞診では、細胞検査士または病理医が赴いてベッドサイドで標本の作製から鏡検までを行う。キャスター付の搬送車に顕微鏡、ドライヤー、ディフ・クイック染色液、固定液、水洗水を容れた染色壺（小型のCoplin jarに分注）、パパニコロウ染色のための固定液を容れた染色壺、スライドグラス、吸い取り紙（キムワイプ™など）、電源延長コード、その他ディスポの手袋、手指消毒剤などを載せて超音波検査室、内視鏡室、病室などに向かう。
細胞検査士、病理医が現場で判断する事項は、
1. 臨床医が採取した検体が細胞診断に不足なく採取されているか?
2. 臨床医が採取した検体が目的とした病変に由来する細胞か?
3. ディフ・クイック染色で診断可能な癌細胞が認められるか?

を判定し、追加の穿刺を試みるか否かを判断する。悪性か良性かの鑑別困難な細胞しか得られないときは判定保留とし、病理検査室でパパニコロウ染色標本などを鏡検してから細胞診報告書に生検組織診が必要かどうかを臨床医に報告する。

## ディフ・クイック染色の適応除外
厳密な意味での適用除外はないが，粘液や滲出物が多く良好な風乾標本が得られない検体はディフ・クイック染色には不向きである。また扁平上皮系細胞は一般的にパパニコロウ染色の方が診断価値の高い標本が得られる。一般に、
1. 子宮腟部・頚管の擦過細胞、子宮内膜の吸引検体。
2. 喀痰や気管支洗浄液。

はパパニコロウ染色のみが行われることが多い。